# خورخي أنايا
خورخي أنايا (بالإسبانية: Jorge Isaac Anaya)‏ (و. 1926 – 2008 م) هو عسكري من الأرجنتين . ولد في باهيا بلانكا .
ويحمل رتبة عسكرية أدميرال .
توفي في بوينس آيرس .